# Dolichophonus loudonensis
Dolichophoniidae, Dolichophonus
Famille
Genre
Espèce
Synonymes
- Palaeophonus loudonensis Laurie, 1899

Dolichophonus loudonensis, unique représentant du genre Dolichophonus et  de la famille des Dolichophoniidae, est une espèce fossile de scorpions.

## Distribution
Cette espèce a été découverte dans les Pentland Hills en Écosse. Elle date du Silurien.

## Systématique et taxinomie
Cette espèce a été décrite sous le protonyme Palaeophonus loudonensis par Laurie en 1899. Elle est placée dans le genre Dolichophonus par Petrunkevitch en 1949.

## Étymologie
Son nom d'espèce, composé de   et du suffixe latin -ensis, « qui vit dans, qui habite », lui a été donné en référence au lieu de sa découverte, Loudonia.

## Publications originales
- Laurie, 1899 : « On a Silurian scorpion and some additional eurypterid remains from the Pentland Hills. » Transactions of the Royal Society of Edinburgh, vol. 39, p. 575-590 (texte intégral).
- Petrunkevitch, 1949 : « A study of the structure classification and relationships of the Palaeozoic Arachnida based on the collections of the British Museum. » Transactions of the Connecticut Academy of Arts and Sciences, vol. 37, p. 69-315.
- Petrunkevitch, 1953 : « Paleozoic and Mesozoic Arachnida of Europe. » Memoirs of the Geological Society of America, vol. 53, p. 1-122.